# Дітценбах
Дітценбах (нім. Dietzenbach) — громада в Німеччині, знаходиться в землі Гессен. Підпорядковується адміністративному округу Дармштадт. Входить до складу району Оффенбах.
Площа — 21,67 км2. Населення становить 34 429 ос. (станом на 31 грудня 2020).